# Orthothecium chryseum
Orthothecium chryseum là một loài Rêu trong họ Hypnaceae. Loài này được (Schwägr.) Schimp. mô tả khoa học đầu tiên năm 1851.